# Siegelung

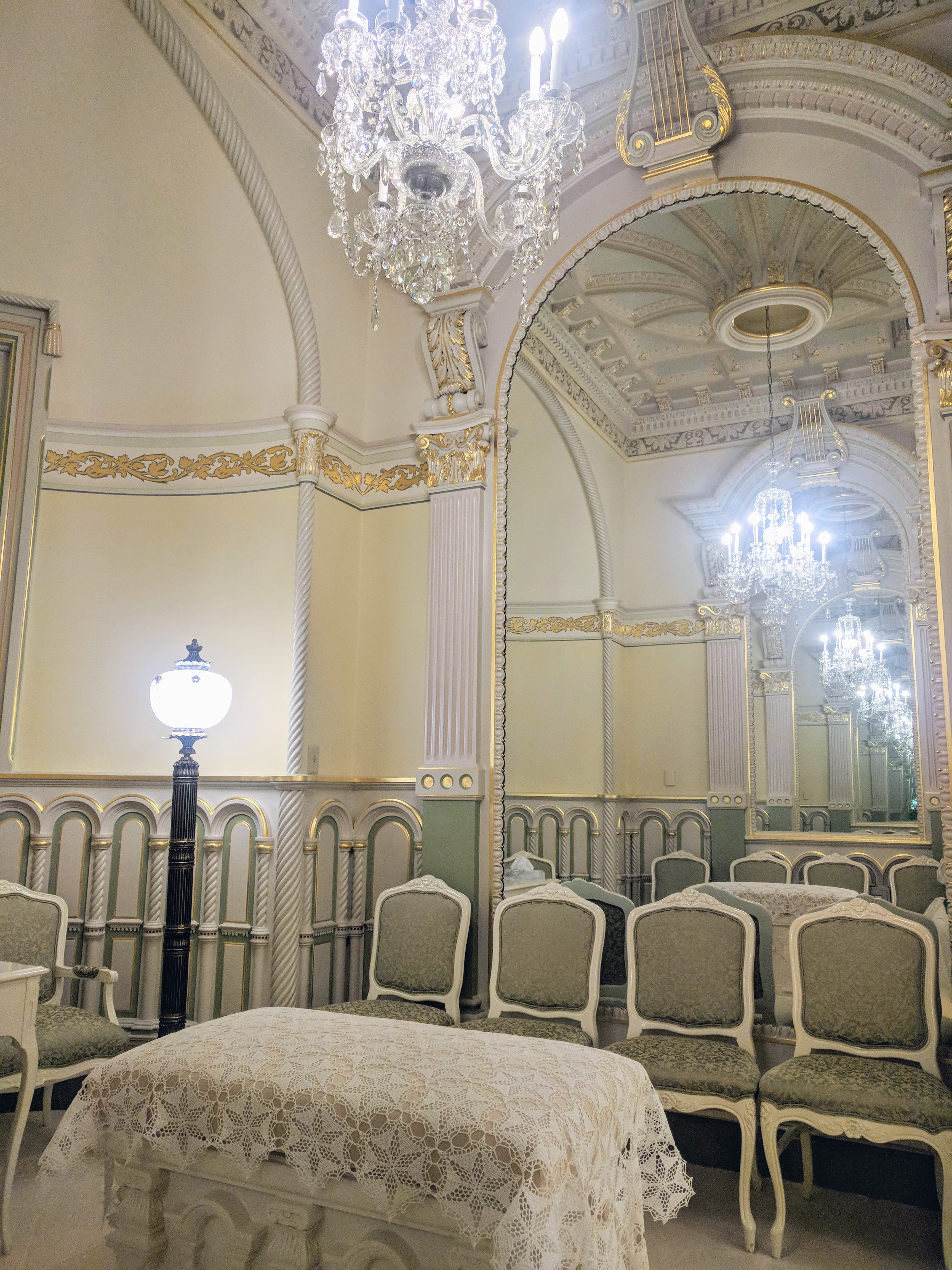
Siegelungsraum im Salt-Lake-Tempel. Die Spiegel an einander gegenüberliegenden Wänden veranschaulichen die Ewigkeit der hier vorgenommenen Siegelung

Die Siegelung (sealing) ist eine Zeremonie der Kirche Jesu Christi der Heiligen der Letzten Tage, die im Tempel stattfindet. Sie wird von einem durch den Präsidenten der Kirche berufenen melchisedekischen Priestertumsträger geleitet. Dabei knien die Braut und der Bräutigam gemeinsam am Altar und werden durch den Priestertumsträger miteinander verheiratet.

## Geschichtliche Entwicklung
Die Anfänge der mormonischen Ehetheologie sind mangels zeitgenössischer historischer Quellen kaum zu ermitteln. Dass Eheschließungen das irdische Leben des Paars überdauern, klingt in einem Hochzeitsritual von 1835 an. 1839 empfing Parley P. Pratt eine Belehrung darüber, dass die gegenseitige Liebe der Ehepartner in der Ewigkeit fortbestehen würde. Das Thema Polygamie, wohl aus der Lektüre des Alten Testaments stammend, wurde mit dem aus Mt 16,19  gewonnenen Motiv der Siegelung (seit 1831) kombiniert. Die Siegelung des Ehebunds machte daraus einen ewigen Bund, aber nur Joseph Smith selbst hatte in der Anfangszeit die Autorität, solche Siegelungen vorzunehmen.

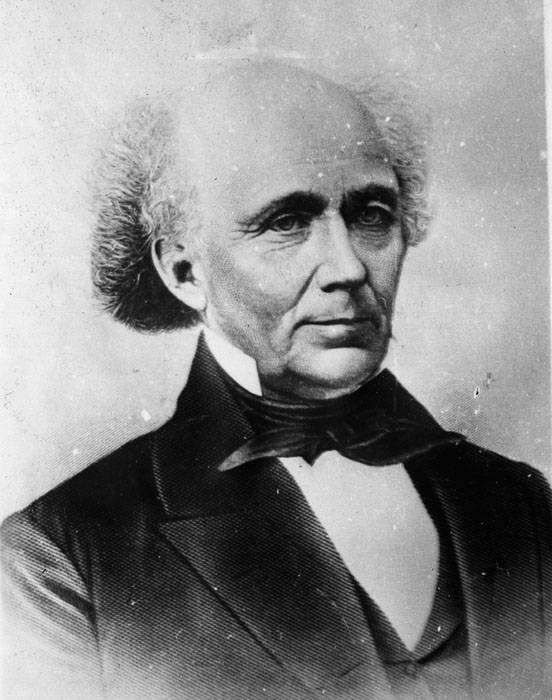
John Milton Bernhisel

Der Mediziner John Milton Bernhisel hatte eine hohe Stellung in der jungen mormonischen Kirche, war aber Junggeselle. Am 26. Oktober 1843 fand in Nauvoo ein Ritual statt, durch das Bernhisel zum ewigen Ehemann, Vater und Bruder für elf verstorbene Angehörige und Freunde wurde. Am 3. Februar 1846 wurde er am Altar im „Haus des Herrn“ vom mittlerweile verstorbenen Propheten Joseph Smith adoptiert und dadurch Erbe seiner besonderen Segnungen. Bernhisel war während seiner Zeit als Politiker des Staates Utah in den 1860er Jahren in monogamer Ehe verheiratet, gleichzeitig aber mit über hundert verstorbenen Frauen durch eine himmlische Ehe verbunden und dadurch für zahlreiche Personen der mormonischen Gemeinde ein naher himmlischer Verwandter geworden. Die Kirche hatte als Gegenentwurf zur biologischen Familie ein Konzept spiritueller Verwandtschaft entwickelt, das bis zum Urmenschenpaar Adam und Eva zurückreichte und in das ledig verstorbene Personen durch Adoption oder himmlische Ehen eingegliedert wurden, so dass kein Kirchenmitglied im Jenseits als unverbundenes Geistwesen existieren musste.
„Kurz, während der Lebenszeit von Joseph Smith wandelte sich die Ehe von einer lebenslangen Beziehung zwischen einem Mann und einer Frau zu einer ewigen Beziehung zwischen einem Mann und einer Frau, einem Mann und mehreren Frauen und / oder einer Person zu einem bereits verstorbenen Partner.“ Auf dem Mormon Trail 1846 war es für die Kirchenmitglieder ein großer Vorteil, dass sie in ein dichtes Netz nicht nur biologischer, sondern vor allem himmlischer Verwandtschaftsverhältnisse eingebunden waren, was auch den Schwächsten Unterstützung sicherte.

## Heutige Lehre der Kirche

### Bedeutung
In der Erklärung „Die Familie: Eine Proklamation an die Welt“ (1995) betont die Kirche, dass die Ehe zwischen Mann und Frau wesentlich für den göttlichen Plan mit der Welt sei: „Im vorirdischen Dasein kannten und verehrten die Geistsöhne und -töchter Gott als ihren Ewigen Vater und nahmen seinen Plan an, nach dem seine Kinder einen physischen Körper erhalten und die Erfahrungen des irdischen Lebens machen konnten, um sich auf die Vollkommenheit hin weiterzuentwickeln und letztlich als Erben ewigen Lebens ihre göttliche Bestimmung zu verwirklichen. Durch den göttlichen Plan des Glücklichseins können die Familienbeziehungen über das Grab hinaus Bestand haben. Heilige Handlungen und Bündnisse, die in einem heiligen Tempel zugänglich sind, ermöglichen es dem Einzelnen, in die Gegenwart Gottes zurückzukehren, und der Familie, auf ewig vereint zu sein.“ Gott wolle, dass sich möglichst viele jenseitige Persönlichkeiten in einem irdischen Körper inkarnieren und sich durch die Herausforderungen des Erdenlebens weiterentwickeln können. Darum sind (kinderreiche) Ehen für die mormonische Soteriologie von Bedeutung.
Die Alternative dazu seien Ehen und Familien, die nur während des irdischen Lebens Bestand haben. Die Mitglieder solcher Familien werden nach einer Offenbarung Joseph Smiths nach der Totenauferstehung zu Engeln im Himmel, Einzelwesen ohne die Verbindung zu ihren irdischen Familienangehörigen, „und diese Engel sind geistliche Diener, um denen zu dienen, die eines vermehrten und eines überaus größeren und eines ewigen Maßes an Herrlichkeit würdig sind.“ Nur durch den Bund der Ehe nach mormonischem Ritual sei es andererseits möglich, die höchste von drei Stufen der „celestialen Herrlichkeit“ zu erlangen. Die Siegelung kann aber auch noch stellvertretend für Verstorbene durchgeführt werden.

### Voraussetzungen
Die Siegelungsvollmacht, d. h. die Kompetenz, Paare zu einer ewigen Ehe zu verbinden, übertrug Jesus Christus nach mormonischer Lehre den Aposteln (Mt 16,19). Neben dieser Vollmacht sei die zweite Bedingung für das Zustandekommen der ewigen Ehe der „richtige Ort“, nämlich der Tempel.
Voraussetzung für die Siegelung, um nach mormonischer Lehre mit allen Angehörigen – Vorfahren und Nachfahren – in Ewigkeit vereint zu sein, ist die Beachtung von Regeln und Geboten, die der Bischof (Gemeindevorsteher) mit einer schriftlichen Empfehlung zum Betreten des Tempels, Tempelempfehlungsschein genannt, attestiert. Zusätzlich zur persönlichen Würdigkeit müssen die Brautleute bereits das Endowment empfangen haben, und der Mann muss Träger des melchisedekischen Priestertums sein.

### Konsequenzen
Eine Frau kann durch die Siegelung nur mit einem Mann verbunden werden, ein Mann dagegen mit mehreren Frauen (in aufeinanderfolgenden Ehen). Wenn ein Paar durch die Siegelung miteinander verbunden wird, sind die Kinder aus dieser Ehe dem Ehemann zugeordnet. Stirbt dieser, und die Frau hat weitere Kinder aus einer zweiten Ehe, werden diese „in den Bund geboren“, d. h. ihrem ersten verstorbenen Mann zugeordnet.
Für ein durch die Siegelung miteinander verheiratetes Paar besteht die ewige Ehe auch nach der irdischen (im Mormonismus möglichen) Scheidung weiter, wenn sie nicht durch die kircheninterne Aufhebung der Siegelung (cancellation of sealing) im Tempel beendet wird.